# Cisterna magna
La cisterna magna o cisterna cerebelomedular es una de las tres aberturas principales en el espacio subaracnoideo entre las capas aracnoides y piamadre de las meninges que rodean el encéfalo. Las aberturas se denominan colectivamente como cisternas. La cisterna magna está situada entre el cerebelo y la superficie dorsal de la médula oblonga. El líquido cefalorraquídeo fluye a través del cuarto ventrículo hacia la cisterna magna a través de las aberturas laterales y abertura mediana.
Las otras dos cisternas principales son la cisterna pontina situada entre la protuberancia y la médula, y la cisterna interpeduncular situado entre los pedúnculos cerebrales.